# Championnat d'Oman de football 1987-1988
Navigation
Saison 1985-1986 Saison 1991-1992
La saison 1987-1988 du Championnat d'Oman de football est la douzième édition de la première division au sultanat d'Oman, l' Oman League. Elle rassemble les douze meilleurs clubs du pays au sein d'une poule unique où ils s'affrontent à deux reprises, à domicile et à l'extérieur. 
C'est le Fanja Club, tenant du titre, qui remporte à nouveau le championnat cette saison après avoir terminé en tête du classement final, avec un seul point d'avance sur un duo composé de Dhofar Club et d'Al Nasr Salalah. C'est le sixième titre de champion d'Oman de l'histoire du club.

## Les clubs participants
| - Fanja Club - Ruwi FC - Dhofar Club - Al Hilal Salalah - Oman Club - Musanah Club | - Al Nasr Salalah - Al-Ittihad Club - Al Ahli Mascate - Al-Seeb Sports Club - Muttrah Club - Al Oruba Sur |

## Compétition
Le barème de points servant à établir le classement se décompose ainsi :
- Victoire : 2 points
- Match nul : 1 point
- Défaite : 0 point

### Classement
| Rang | Équipe              | Pts | J  | G  | N  | P  | Bp | Bc | Diff |
| ---- | ------------------- | --- | -- | -- | -- | -- | -- | -- | ---- |
| 1    | Fanja Club'T'C      | 35  | 22 | 14 | 7  | 1  | 55 | 13 | +42  |
| 2    | Dhofar Club         | 34  | 22 | 15 | 4  | 3  | 54 | 18 | +36  |
| 3    | Al Nasr Salalah     | 34  | 22 | 13 | 8  | 1  | 53 | 19 | +34  |
| 4    | Al-Seeb Sports Club | 26  | 22 | 9  | 8  | 5  | 38 | 25 | +13  |
| 5    | Al Oruba Sur        | 25  | 22 | 10 | 5  | 7  | 52 | 45 | +7   |
| 6    | Al-Ittihad Club     | 21  | 22 | 8  | 5  | 9  | 40 | 46 | -6   |
| 7    | Al Hilal Salalah    | 20  | 22 | 7  | 6  | 9  | 34 | 38 | -4   |
| 8    | Oman Club           | 19  | 22 | 5  | 9  | 8  | 37 | 33 | +4   |
| 9    | Al Ahli Mascate     | 17  | 22 | 3  | 11 | 8  | 24 | 26 | -2   |
| 10   | Muttrah Club        | 17  | 22 | 6  | 5  | 11 | 26 | 50 | -24  |
| 11   | Musanah Club        | 9   | 22 | 4  | 1  | 17 | 36 | 65 | -29  |
| 12   | Ruwi FC             | 7   | 22 | 2  | 3  | 17 | 29 | 80 | -51  |

|  | Qualification pour la Coupe du golfe des clubs champions 1989 |
|  | T : Tenant du titre C : Vainqueur de la Coupe d'Oman          |

## Bilan de la saison
| Championnat d'Oman de football 1987-1988                        |                       |
| Champion                                                        | Fanja Club (6e titre) |
| Coupes et trophées                                              |                       |
| Vainqueur de la Coupe d'Oman 1987-1988                          | Fanja Club            |
| Qualifications continentales                                    |                       |
| Coupe du golfe des clubs champions 1989                         | Fanja Club            |
| Promotions et relégations                                       |                       |
| Promus en Oman League                                           | Inconnus              |
| Relégués en Championnat d'Oman de football de deuxième division | Inconnus              |